# Joe Tafoya
Joseph Peter Tafoya (Pittsburg, 6 settembre 1978) è un ex giocatore di football americano statunitense che ha militato nel ruolo di defensive end nella National Football League (NFL).

## Carriera
Tafoya fu scelto dai Tampa Bay Buccaneers nel corso del settimo giro (234º assoluto) del Draft NFL 2001. Nella prima gara di pre-stagione della carriera si infortunò a una caviglia, finendo per essere svincolato. Passò così ai Chicago Bears  dove militò per tre stagioni, scendendo in campo anche nella gara dei divisional playoff del 2001 contro i Philadelphia Eagles, in cui mise a segno 3 tackle. Nel 2005 firmò come free agent con i Seattle Seahawks, con cui disputò il Super Bowl XL, perso contro i Pittsburgh Steelers. Nel 2007 firmò con gli Arizona Cardinals, da cui fu svincolato a causa di un infortunio che pose fine alla sua carriera durante gli allenamenti estivi del 2008.

## Palmarès

### Franchigia
- National Football Conference Championship: 1

Seattle Seahawks: 2005